# Marušić
Marušić je priimek več oseb:
- Ana Marušić, profesorica anatomije na splitski MF
- Ante Marušić (1929—2021), hrvaški sociolog in filozof znanosti
- Ante Marušić (*1989), hrvaški atlet
- Berislav Marušić, hrvaški filozof
- Branko Marušić (1926—1991), hrvaški arheolog
- Branko Marušić - "Čutura", srbski rock glasbenik, kitarist in pevec
- Daniel Marušić (1931—2009), hrvaški TV in filmski režiser
- Ivica Marušić Ratko (1912—1943), narodni heroj Jugoslavije
- Joško Marušić (*1952), hrvaški filmski animator, karikaturist, ilustrator
- Matko Marušić (*1946), hrvaški zdravnik, profesor in literat
- Mladen Marušić (*1923), kontraadmiral JLA
- Stipan Marušić (1926—1974), vojvodinsko-srbsko-jugoslovanski politik (hrvaškega rodu)